# Anyang
Anyang (kinesiska: 安阳; pinyin: Ānyáng) är en kinesisk stad på prefekturnivå i Henanprovinsen i centrala Kina, cirka 475 kilometer sydväst om Peking och omkring 160 kilometer norr om provinshuvudstaden Zhengzhou. Staden har något över fem miljoner invånare, varav cirka 1,1 miljoner bor i det centrala storstadsområdet.

## Näringsliv
Anyang är en handels- och industristad vid järnvägen mellan Peking och Guangzhou. Här finns rika förekomster av kol, järnmalm och marmor. Industrier i staden är stålverk och bomullsväverier.
Den senaste tiden har Anyang drabbats av en allvarlig finanskris som haft stora politiska återverkningar.

## Historia
Norr om Anyang låg Yin Xu, huvudstad i Shangdynastin (1384–1111 f.Kr.). Utgrävningar som inleddes 1928 har bragt en mängd arkeologiska fynd från Shangperioden i dagen.

## Administrativ indelning
Anyang har en total befolkning som är större än Finland, men administrerar ett territorium som inte är mycket större än Medelpad. Anyang indelas i fyra stadsdistrikt, som omfattar den egentliga staden, en stad på häradsnivå och fyra härad:
| Område               | Kinesiska (Hanzi) | Areal (km²) | Invånarantal 1 november 2000 | Invånarantal 1 november 2010 |
| Stadsdistrikt        |                   |             |                              |                              |
| -------------------- | ----------------- | ----------- | ---------------------------- | ---------------------------- |
| Beiguan              | 北关区            | 59          | 185 724                      | 245 608                      |
| Long'an              | 龙安区            | 236         | 249 294                      | 214 441                      |
| Wenfeng              | 文峰区            | 179         | 150 360                      | 442 854                      |
| Yindu                | 殷都区            | 70          | 183 614                      | 243 858                      |
| Städer på häradsnivå |                   |             |                              |                              |
| Linzhou              | 林州市            | 2 046       | 982 254                      | 789 647                      |
| Häraden              |                   |             |                              |                              |
| Anyang               | 安阳县            | 1 196       | 1 116 162                    | 848 999                      |
| Hua                  | 滑县              | 1 784       | 1 182 162                    | 1 263 203                    |
| Neihuang             | 内黄县            | 1 146       | 678 730                      | 693 451                      |
| Tangyin              | 汤阴县            | 639         | 432 806                      | 430 773                      |
| TOTALT               |                   | 7 355       | 5 161 106                    | 5 172 834                    |

## Orter
Anyangs stadsprefektur omfattar inte bara centrala Anyang utan även ett antal andra mindre orter. Vid folkräkningen 2000 var de folkrikaste orterna:
1. Anyang (519 698 invånare)
2. Linzhou (103 303 invånare)
3. Shuiye (89 219 invånare)
4. Linqi (87 499 invånare)
5. Hua (84 950 invånare)
6. Hengshui (82 679 invånare)
7. Neihuang (82 224 invånare)
8. Yaocun (79 866 invånare)
9. Baibi (79 783 invånare)
10. Liugu (73 635 invånare)

## Klimat
Genomsnittlig årsnederbörd är 641 millimeter. Den regnigaste månaden är juli, med i genomsnitt 220 mm nederbörd, och den torraste är januari, med 5 mm nederbörd.